# Псевдотуберкулёз
Псевдотуберкулёз (лат. Pseudotuberculosis) (дальневосточная скарлатиноподобная лихорадка, иерсиниоз) — острое инфекционное сапрозоонозное заболевание, характеризующееся лихорадкой, интоксикацией, поражением тонкого кишечника, печени, нередко скарлатиноподобной сыпью. Основной путь заражения — алиментарный (с пищей).
Возбудитель — грамотрицательная бактерия Yersinia pseudotuberculosis.

## Эпидемиология
Болеют люди, грызуны, коровы, козы. Распространяют крысы и мыши. Болеют люди любого возраста. Пик заболеваемости — зима, весна. В анамнезе необходимо обратить внимание на питание овощами, работу на овощных базах и т.п.

## Патогенез
1. Эпидемическая фаза (фаза заражения) — попадание через рот в желудок.
2. Проникновение в ЖКТ и местное первичное поражение.
3. Регионарно-воспалительные и общие реакции организма.
4. Гематогенная диссеминация.
5. Паренхиматозная диссеминация (фиксация в различных органах).
6. Вторичная гематогенная диссеминация (рецидивы и обострения).
7. Аллергические реакции.
8. Реконвалесценция.

Иммунитет очень нестойкий, иммунный ответ возникает плохо.

## Клиника
Инкубационный период от 3 до 21 дня, чаще 8-10 дней.

### Классификация типов
1. Абдоминальная (локализованная, желудочно-кишечная) форма — гастроэнтероколит, мезаденит, аппендикулярная форма, терминальный илеит, гепатит).
2. Артралгическая форма.
3. Генерализованная форма с септикопиемическим вариантом.
4. Бактерионосительство (острое и хроническое).

### Классификация по тяжести
- легкая
- среднетяжелая
- тяжелая

### Классификация по течению
- осложнённое
- неосложнённое

## Симптомы

### Локализованная форма
Бывает в 70-80 % случаев. Начало острое, повышается температура до 38—39 °C, озноб, боли в животе, рвота, диарея до 12 раз в сутки — стул жидкий, буро-зелёный, зловонный, пенистый, могут присутствовать кровь и слизь (при поражении толстой кишки). 
Могут быть поражения суставов, высыпания в виде мелкоточечной сыпи со сгущением вокруг суставов, в местах естественных складок, которая появляется на 2-4 день болезни и явления гепатита. 
Также есть общие симптомы — стойкая головная боль, слабость, миалгии, артралгии. Возможно развитие дегидратации. У пациентов наблюдается инъекция склер, конъюнктив, гиперемия мягкого нёба. На языке белый налёт, который через 2 недели становится малиновым. Также могут быть участки гиперемии по типу «перчаток», «носков», «капюшона».
При терминальном илеите — сильные боли в правой подвздошной области, постоянного характера, интенсивные. Рентгенологически — симптом верёвки в тонком кишечнике (значительно сужение дистальной части тонкого кишечника).
При мезадените постоянные боли, увеличены лимфатические узлы брыжейки с образованием инфильтратов.
В общем анализе крови лейкоцитоз, нейтрофилез, относительная лимфопения.
Осложнения формы: перитонит, стеноз терминального отдела подвздошной кишки, спаечная болезнь, спаечная/паралитическая кишечная непроходимость, инфекционно-токсический шок, инвагинация, менингоэнцефалит, некроз и перфорация кишки, синдром Кавасаки, острая почечная недостаточность.

### Артралгическая форма
Бывает без диареи и сыпи, в этом случае часто ставят ошибочно диагноз ревматизм. Характерны: боли в суставах, сыпь и поражение желудочно-кишечного тракта. В общем анализе крови лейкоцитоз 10—15 тыс. со сдвигом лейкоформулы влево, СОЭ 20—30 мм/ч.

### Генерализованная форма
Температура 38—40 °C, выраженная слабость, рвота. С первых дней возникает мелкопятнистая асимметричная сыпь, конъюнктивит, увеличение печени и селезёнки, симптом Падалки (укорочение перкуторного звука в подвздошной области из-за увеличения лимфатических узлов). В крови лейкоцитоз 20—30 тыс., СОЭ 40—50 мм/ч.
Со 2-3-й недели уртикарная и макулезная (пятнистая, краснухоподобная) сыпь на конечностях, узловая эритема в области крупных суставов. 
С 4-й недели выздоровление — на месте сыпи шелушение кожи, на ладонях и стопах пластинчатое.

### Септический вариант
У людей с иммунодефицитами — температура 39-40 °C, ремиттирующего характера, ознобы, потливость. Характерна анемия, лейкоцитоз 20—30 тыс., СОЭ до 70 мм/ч. Длительность заболевания от нескольких месяцев до года. Летальность этой формы до 80 %.

## Осложнения
1. пневмония
2. полиартрит
3. гнойные поражения внутренних органов (перитонит)
4. миокардиты
5. остеомиелиты

## Патологоанатомические изменения
Обнаруживают в паренхиматозных органах и в лимфатических узлах очаги размером с горошину со сливкообразным, а впоследствии творожистым содержимым и хорошо выраженной капсулой. В отличие от туберкулезных поражений казеозная масса на разрезе имеет кольцевидную исчерченность, легко и полностью вылущивается из капсулы. Эпителиодные и гигантские клетки в капсуле отсутствуют. В острых септических случаях обнаруживают опухание селезёнки и острое катаральное воспаление кишечника. 

## Диагностика
1. Клиническая картина
2. Эпидемиологический анамнез
3. Лабораторные данные: применяют бактериологический метод (посевы кала, мочи, крови, рвотных масс, желчи) и серологическую диагностику (4-кратное увеличение антител в крови за 2 недели), метод ИФА-диагностики.

## Дифференциальная диагностика
Псевдотуберкулёз по своим патологоанатомическим признакам сходен с туберкулёзом, листериозом, спирохетозом. От этих заболеваний псевдотуберкулёз дифференцируется выделением возбудителя из крови (при септическом течении) или из поражённых органов (при хроническом течении). Также при обнаружении необходимо путём микроскопических и бактериологических исследований исключить туляремию и пастереллёз.
Псевдотуберкулез абдоминальной формы необходимо дифференцировать с острым аппендицитом, кишечной непроходимостью, ущемленной грыжей.

## Лечение
- Диета — стол 4.
- Этиотропная антибактериальная терапия (ципрофлоксацин[1], гентамицин, левомицетин, фуразолидон, доксициклин).
- Дезинтоксикация, регидратация, антигистаминные препараты, НПВС, симптоматическое лечение.
- Выписку больных осуществляют после полного их клинического выздоровления[1].

## Эпизоотологические данные в ветеринарии
К возбудителю псевдотуберкулёза восприимчивы овцы, козы, свиньи, кролики, морские свинки, белые и домовые мыши. Невосприимчивы куры и голуби. Заражение возможно через пищеварительный тракт, дыхательные пути, через ранения кожи, при укусе собак, через пупок и как послекастрационное осложнение. В январе-феврале заболеваемость достигает максимума, во второй половине апреля — в начале мая прекращается. С наступлением осени часть выздоровевших животных заболевает вторично.

## Профилактика в ветеринарии
При появлении псевдотуберкулёза выявляют и изолируют больных животных. Для этого следует проводить не реже двух раз в месяц клинический осмотр. Для дезинфекции при псевдотуберкулёзе используют раствор карболовой кислоты, который уничтожает возбудителя в течение минуты.